# Ford Parklane
Ford Parklane (Форд Парклейн) — автомобіль виробництва американської компанії Ford 1956 року. Запущений для конкуренції з Chevrolet Nomad, це був дводверний універсал на базі Ford Ranch Wagon. Від останнього він відрізнявся наявністю нержавіючих елементів і різних вставок в обладнанні інтер’єру. Вартість радіо AM складала $100, сидінь $60. Гальма барабанні, 11-дюймові.
Як конкурент Nomad, автомобіль виявився успішним, оскільки було складено 15186 одиниць Парклейна, в порівнянні з 7886 одиницями Nomad. Дводверні універсали в цілому виявились досить важко продаваними; ті, хто потребує вантажопідйомність універсала, зазвичай перевозять пасажирів і хотіли б отримати легкий доступ до задніх сидінь.
В 1957 році був побудований прототип для Парклейна, але замість цього Форд зібрав декілька Del Rio як дводверний універсал 1957 року з низькою вартістю, що зробило Парклейн моделлю на один рік, і досить великою рідкістю. Починаючи з 1958 року, назва («Park Lane», розділена пробілом) використовувалась для лінійки автомобілів Mercury.
Nomad, будучи заснованим на концепт-карі, був більш відомий, але головна його причина відомості — це використання серферами, яким був потрібен автомобіль для перевезення дощок — їх активне використання почалось вже після того, як виробництво обох машин було давно припинене. Серфери, хоча й були ідеальними покупцями для такого автомобіля, як правило, ніколи не купували їх новими.